# Svojkovice (Plzeň)
Svojkovice è un comune della Repubblica Ceca facente parte del distretto di Rokycany, nella regione di Plzeň.